# Anna Bolavá
Anna Bolavá, vlastním jménem Bohumila Adamová (* 1981 Strakonice), je česká spisovatelka a básnířka. Je absolventkou Gymnázia Vodňany. Následně vystudovala bohemistiku na Filozofické fakultě Univerzity Karlovy v Praze, a po studiu získala zaměstnání lexikografické excerptorky v Ústavu pro jazyk český a nyní[kdy?] vykonává funkci stomické poradkyně, jazykové korektorky a recenzentky. Publikuje pod pseudonymy v různých literárních časopisech. Žije s manželem, který je odborníkem na Boženu Němcovou a Karla Havlíčka Borovského. Ve volném čase se zabývá pěstováním řepy, sběrem léčivých bylin, ale také chytáním ryb a focením zemědělských strojů. Psaní se začala věnovat již ve dvanácti letech.

## Dílo
- Černý rok – 2013, básnická sbírka čtyřiceti básní členěná do 4 částí podle ročních období

Úryvek z díla:
Vzkázali z vesnice
že už nedýcháš
Prý nedýcháš
a hrudník se ti zvedá
Vlní se sekyra v hlavě
jako nečekaný sen
v pravé poledne

Nepůjdu.
```
 
```

- Do tmy – 2015, román, ocenění Litera za prózu 2016
  - Příběh osamělé, nemocné ženy, která většinu života zasvětila sběru, sušení a odevzdávání léčivých rostlin, má od počátku nádech apokalypsy. Děj se posouvá kupředu pomocí detailně propracovaného „plánu sběru“. Konstantou je pak úterý, výkupní den, kdy hrdinka nedočkavě navštěvuje výkupnu. I přes pomalé, zdánlivě nevzrušené tempo probublává pod hladinou podivný neklid. Rafinovaný styl nás kapitolu po kapitole vtahuje hlouběji: hlouběji do staré půdy, hlouběji do prokletí sběru bylin.[6]
- Ke dnu – 2017, román. Zpracováno v Českém rozhlasu jako desetidílná četba na pokračování.[7]
  - V době prvních mrazů na konci listopadu je v močálech na kraji města nalezeno mrtvé tělo manželky lékaře Marka Diviše. Mezi obyvateli se začíná roztáčet kolotoč úvah, spekulací a pomluv. Osudy postav se kříží a praskají jako dráty elektrického vedení stožárů v polích za městem. Román Ke dnu volně navazuje na úspěšnou prvotinu Do tmy.[8]
- Před povodní – 2020, román[9]
  - Vilu na břehu řečovické řeky navštěvuje neznámý host. Přichází starou studnou a nepatří do suchozemského světa. Také Hanu Strnadovou přitahuje spíše svět pod hladinou než mezilidské vztahy ve městě. Nešťastně zamilovaný Jarda Vávra pozve na návštěvu Haninu bývalou psycholožku Radku Borskou, aby mu poradila s řešením komplikovaného vztahu. Doktorčino počáteční nadšení je vystřídáno rozčarováním a nutnou sebeobranou. Na pilu rodiny Vávrových chodí anonymní dopisy a dny začínají chutnat jako zkažená ryba. Řeka si žije vlastním životem, po dlouhém suchu se hladina nečekaně zvedá a vrací obyvatelům to, co do ní během zimy nerozvážně naházeli.[10]
- Vypravěč – 2022

Další díla, na kterých se Anna Bolavá podílela
- Divočina – 2019, povídky
  - Čtyřiadvacet příběhů českých i zahraničních spisovatelů a spisovatelek (mezi něž patří slovutní autoři ověnčení literárními cenami i zástupci mladé generace) nabízí literární divokost v různých podobách. Někteří ji nacházejí v pralesích, jiní ve vztazích mezi lidmi, další vytvořili příběhy o cestování v čase, hospodské rozhovory vrahů či postapokalyptické vyprávění o síle přírody a slabosti lidské civilizace. Povídkový cyklus, který po dva roky vycházel v Salonu, literární a kulturní příloze Práva, se proměnil do knihy – a výtěžek z prodeje získá Hnutí DUHA na podporu kampaně Zachraňme lesy. Protože divočina je důležitá.[11]
- Motýlí kniha – 2020, Motýlí kniha vznikla na podporu organizace Debra a jako pocta pacientce s nemocí motýlích křídel Olze Joklové. Sedm známých českých autorů se tématu zhostilo zcela po svém a dalo tak vzniknout sebevědomé sbírce povídek o životní křehkosti. [12]
- Tenkrát o Vánocích – povídky
  - Antologie složená z devíti povídek současných českých autorů. Bolavá zastoupena povídkou Šustrův vánoční seznam.[13]